# Crows Fly Black
 (septembre 2017).
Si vous disposez d'ouvrages ou d'articles de référence ou si vous connaissez des sites web de qualité traitant du thème abordé ici, merci de compléter l'article en donnant les références utiles à sa vérifiabilité et en les liant à la section « Notes et références ».
Albums de Tarot
Suffer Our Pleasures
(2003) Gravity of Light
(2010)
Singles
1. You
Sortie : 20 mai 2006

Crows Fly Black est le 7e album studio enregistré par le groupe de heavy metal finlandais Tarot, formé par les frères Marco et Zachary Hietala, et sorti en 2006.
C'est le premier album à reconnaître officiellement Tommi « Tuple » Salmela en tant que membre du groupe, appelé "ancien-nouveau" membre. Jusque-là, le rôle de Tommi était limité à l'échantillonnage et au soutien des voix, alors que, dans cet album, il prend le rôle de chanteur à part entière.
L'album se classe 5e dans les charts finlandais. Le titre You prend la 1re place du classement des singles durant deux semaines.

## Liste des titres
Toutes les paroles sont écrites par Marco Hietala, toute la musique est composée par Janne Tolsa, Zachary Hietala et Marco Hietala.
| 1.    | Crows Fly Black            | 6:31 |
| 2.    | Traitor                    | 3:39 |
| 3.    | Ashes to the Stars         | 5:26 |
| 4.    | Messenger of Gods          | 4:23 |
| 5.    | Before the Skies Come Down | 4:06 |
| 6.    | Tides                      | 5:34 |
| 7.    | Bleeding Dust              | 4:19 |
| 8.    | You                        | 3:44 |
| 9.    | Howl!                      | 4:22 |
| 10.   | Grey                       | 4:45 |
| 46:49 |                            |      |

| Titre et vidéo bonus - Édition limitée "Enhanced" digipack (Allemagne, Nuclear Blast, 19 janvier 2007) | Titre et vidéo bonus - Édition limitée "Enhanced" digipack (Allemagne, Nuclear Blast, 19 janvier 2007) | Titre et vidéo bonus - Édition limitée "Enhanced" digipack (Allemagne, Nuclear Blast, 19 janvier 2007) | Titre et vidéo bonus - Édition limitée "Enhanced" digipack (Allemagne, Nuclear Blast, 19 janvier 2007) | Titre et vidéo bonus - Édition limitée "Enhanced" digipack (Allemagne, Nuclear Blast, 19 janvier 2007) | Titre et vidéo bonus - Édition limitée "Enhanced" digipack (Allemagne, Nuclear Blast, 19 janvier 2007) | Titre et vidéo bonus - Édition limitée "Enhanced" digipack (Allemagne, Nuclear Blast, 19 janvier 2007) | Titre et vidéo bonus - Édition limitée "Enhanced" digipack (Allemagne, Nuclear Blast, 19 janvier 2007) | Titre et vidéo bonus - Édition limitée "Enhanced" digipack (Allemagne, Nuclear Blast, 19 janvier 2007) | Titre et vidéo bonus - Édition limitée "Enhanced" digipack (Allemagne, Nuclear Blast, 19 janvier 2007) |
| No | Titre                                                                                                  | Durée                                                                                                  | | | | | | | |
| --- | --- | --- | --- | --- | --- | --- | --- | --- | --- |
| 11. | Veteran Of Psychic Wars                                                                                | 5:06                                                                                                   | | | | | | | |
| | 'Vidéo'                                                                                                | | | | | | | | |
| | Ashes To The Stars                                                                                     | 5:01                                                                                                   | | | | | | | |
| 56:56                                                                                                  | | | | | | | | | |

## Crédits
| - Marco Hietala : chant, basse, guitare acoustique, chœurs - Zachary Hietala : guitare - Janne Tolsa : claviers - Pecu « Spede » Cinnari : batterie - Tommi « Tuple » Salmela : samples, chant, chœurs - Jouni Markkanen, MC Raaka Pee, Peter James Goodman, Puijon Perkele : chœurs (additionnels) | - Production, ingénierie : Janne Tolsa - Arrangements : Tarot - Coproduction : Marco Hietala - Ingénierie (assistant) : Mikko Tegelman - Mixage : Mikko Karmila - Artwork : Janne Pitkänen - Photographie : Jarkko Tiitinen |